# Most Saint-Nazaire
Most Saint-Nazaire (francouzsky Le pont de Saint-Nazaire) je zavěšený most přes největší francouzskou řeku Loiru nedaleko jejího ústí do moře, spojující města Saint-Nazaire na severním břehu a Saint-Brevin-les-Pins na jižním břehu v departementu Loire-Atlantique, region Pays de la Loire, Francie. Přes most vede tzv. „modrá silnice“ (Route bleue, RD 213). Hlavní střední kovová konstrukce měří 720 metrů, celková délka mostu včetně nájezdových viaduktů z předpjatého betonu je 3356 metrů. V době dokončení (1975) šlo o nejdelší most, který kdy byl ve Francii postaven a s rozpětím největšího mostního pole 404 metrů dokonce také největší zavěšený most na světě (tento světový rekord držel 8 let). 

## Konstrukce a specifikace
Most se skládá ze dvou stoupajících nájezdových viaduktů z předpjatého betonu: severní viadukt je dlouhý 1115 metrů a jižní 1521 metrů. Hlavní ocelovou konstrukci uprostřed mostu a řeky tvoří 720 metrů dlouhý zavěšený most.  Mostovka je zavěšena na celkem 72 hlavních lanech ve výšce přes 60 metrů nad hladinou řeky. Hlavní most má jen dva mohutné pilíře, délka jednotlivých mostních polí zavěšeného mostu je 158 metrů + 404 metrů + 158 metrů. Výška pylonů nad mostovkou je 68 metrů. Mostní pole nájezdových viaduktů jsou mnohem menší, jak je na první pohled zřejmé z fotografií. Delší jižní viadukt má 30 mostních polí, severní 22 polí, standardní délka těchto polí je 50,7 metrů.
Přes most vede silnice RD 213 (Route départementale 213, nazývaná Route bleue, tzv. „modrá silnice“). Most je mírně prohnutý do tvaru písmene „S“ a z obou břehů stoupá ke střední části. Při projektování mostu byl základní požadavek umožnit pod mostem bezpečné proplutí i těch největších námořních lodí. Nedaleko se totiž nachází přístav města Saint-Nazaire (největší na řece Loira) a jedny z největších loděnic na světě (ve kterých byla postavena již před válkou např. skoro 314 metrů dlouhá loď Normandie, později ještě větší France a také mnoho velkých výletních lodí). Rovněž dále proti proudu řeky je provozována intenzivní lodní doprava.
První verze projektu mostu z těchto důvodů proto počítala s rozpětím největšího středního mostního pole 300 metrů a výškou mostovky nad hladinou 50 až 60 metrů. Při bližším prozkoumání hlavního proudu řeky, lodních tras, umístění přístavu a loděnice se však ukázalo, že při rovném tvaru mostu by lodě pod mostem proplouvali místo kolmo značně zešikma a rozpětí by tak muselo být přes 500 metrů, což se tehdy považovalo za technologicky i jinak neproveditelné. Proto projektanti navrhli současné zakřivení do tvaru písmene „S“ tak, aby lodní trasa byla více kolmo vůči mostu, čímž jim vyšlo kompromisní rozpětí 404 metrů, které i tak tehdy bylo největší na světě mezi zavěšenými mosty.
Stavba mostu byla svěřena konsorciu firem:
- Hlavní střední část mostu: Compagnie Française d'Entreprises Métalliques (CFEM).
- Nájezdové viadukty z předpjatého betonu: Société Générale d'Entreprises (SGE),
- základy mostu jako subdodavatelé pro SGE stavěly společnosti Morillon-Corvol, Courbot a Dodin.

## Historie
Úvahy o výstavbě mostu v současné lokalitě se objevily již po druhé světové válce. Nejbližší most tehdy byl proti proudu řeky až v Nantes, což je po silnici více než 60 kilometrů (vzdušnou čarou přes 40 kilometrů). Vzhledem k šířce řeky u ústí a požadavku na neomezení lodní dopravy se to tehdy nejevilo možné. Zvažovalo se proto také umístění mostu o několik kilometrů výše proti proudu řeky (např. u osady Paimboeuf), i když by to pro obyvatele znamenalo značnou zajížďku. Řeka Loira zde již má jen zhruba poloviční šířku, překážkou však je bažinatý a jiný nevhodný terén nejprve na severním břehu, o kousek výše na obou březích. 
S rozvojem průmyslu, výstavby, a především automobilové dopravy se potřeba mostu v 60. letech jevila stále naléhavější. Dopravu přes ústí řeky mezi severním a jižním břehem zajišťovaly tři trajekty na trase dlouhé přibližně 4 kilometry, které však nestačily rostoucím požadavkům. Místo obecných úvah nebo nezávazných studií proto začaly rovnou projektové práce. Architekti se vrátili k umístění mostu do původní, z hlediska dopravy nejvhodnější lokality, která je ale současně nejobtížnější nejen pro šířku řeky u ústí, ale především kvůli již zmíněné lodní dopravě. 
Splnění těchto požadavků nakonec vedlo k vyprojektování nejdelšího mostu ve Francii, jehož hlavní pole tehdy mělo dokonce největší rozpětí na světě mezi zavěšenými mosty. Zvažovala se i varianta visutého mostu, u kterých se již tehdy vcelku „běžně“ dosahovalo ještě větší rozpětí. Ale vzhledem k terénu na obou březích, potřebě dlouhých nájezdů a dalších faktorů byla zvolena popsaná varianta. Řešení si navíc vyžádalo již zmíněné zakřivení směru mostu do tvaru mírného „S“ a jeho nájezdové viadukty z obou břehů výrazně stoupají, aby hlavní mostní pole bylo nejen dostatečně široké, ale také s mostovkou vysoko nad hladinou i pro největší lodě.
Kromě náročného projektu bylo nutné vyřešit ještě jeden závažný problém: financování tak rozsáhlé a složité stavby. Bylo navrženo její zařazení do 4. francouzské pětiletky, ale to bylo zamítnuto. Generální rada departmentu Loire-Atlantique se proto rozhodla využít soukromé financování. Byla vytvořena smíšená akciová společnost (Saint-Nazaire SAEM), které byla postoupena koncese na stavbu mostu s tím, že každoročně ji bude Generální radou departmentu vyplacena stanovená částka, po dokončení stavby se hlavním zdrojem příjmů po stanovenou dobu stane vybírané mýtné. Společnost byla dále zodpovědná za výběr firem, které most postaví, dále provoz a údržbu mostu. 
První kámen stavby slavnostně položil 4. listopadu 1971 tehdejší předseda francouzské vlády Jacques Chaban-Delmas. Vzhledem k zimnímu období práce naplno práce začaly až v březnu 1972 (proto je v některých pramenech jako zahájení stavby uváděn rok 1972). Přes četné technické, technologické i jiné problémy (např. s hustou lodní dopravou) stavba pokračovala poměrně rychle. Oficiálně byl most uveden do provozu 18. října 1975. Vybírání mýtného od počátku vzbuzovalo značný odpor veřejnosti. V den inaugurace dokonce  přístup na most blokoval velký dav lidí. Přes tyto problémy začal objem provozu na mostu rychle stoupat. Most zásadním způsobem zrychlil a zjednodušil dopravu přes řeku a přispěl tak k rozvoji nejen obou měst přímo u mostu, ale celé okolní oblasti.
V roce 1992 převzala Generální rada departmentu Loire-Atlantique kontrolu nad společností Saint-Nazaire SAEM, která byla koncesionářem na výstavbu a provoz mostu a odkoupila zbylé akcie od soukromého sektoru. 30. září 1994 zaplatil předseda Generální rady departmentu poslední mýtný lístek v hodnotě deseti franků. Od 1. října 1994 je tak provoz na mostě bez mýtného poplatku. Od 1. srpna 1995 je Generální rada departmentu Loire-Atlantique plně zodpovědná za správu a údržbu mostu (fakticky tyto činnosti vykonává společnost, která má na starosti také další silnice a je plně vlastněna a řízena Generální radou).

## Doprava a její regulace
Všeobecný rychlostní limit na mostě je stanoven na 70 km za hodinu. Při velmi silném větru (nad 80 km/h) je doprava postupně omezována pro různé typy vozidel a také je při tom využíván dále popsaný unikátní systém řízení dopravy v jednotlivých jízdních pruzích. Při rychlosti větru nad 120 km/h je most pro dopravu z bezpečnostních důvodů uzavřen, což se ale děje velmi zřídka. Samotný most je vyprojektován tak, aby vydržel ještě mnohem prudší vítr, na úrovni velmi silného orkánu. 
Doprava na mostě dlouhodobě neustále roste, již přibližně šestkrát překročila počty vozidel, s kterými před 50 lety v dlouhodobém výhledu počítali projektanti mostu. Navíc doprava se pochopitelně koncentruje do ranní a odpolední špičky, což problém dále zhoršuje. Je zde i značný sezónní vliv, během letního období do oblasti přijíždí mnoho turistů z Francie i ze zahraničí. Proto obecní rada zvažovala možnost nabídnout alespoň od května do září chodcům a cyklistům alternativní způsob přepravy přes řeku, zavedení kyvadlového přívozu. Kvůli neúměrně vysokým nákladům se toto ale nikdy neuskutečnilo a v roce 2011 byla tato myšlenka definitivně opuštěna. 
Mezitím Generální rada departmentu Loire-Atlantique zavedla na mostě systém řízení jízdních pruhů, který má pomoci problémy s dopravními zácpami aspoň částečně řešit. Most má šířku vozovky pouze 12 metrů a na mostě tedy jsou jen 3 jízdní pruhy. Nový systém řízení jízdních pruhů umožňuje během několika minut uzavřít dopravu ve středním pruhu pro jeden směr a během několika dalších minut v něm zavést dopravu opačným směrem. Normálně je tedy doprava vedena v systému „2+1“ nebo „1+2“ pruhy podle toho, zda momentálně je větší provoz z jihu na sever nebo obráceně. Systém řízení jízdních pruhů je používán také při velmi silném větru. Tedy je doprava ve středním pruhu zcela uzavřena, v každém směru je využíván pouze vnější jízdní pruh, aby se pokud zamezilo případných nehodám v důsledku silného bočního větru. To umožňuje udržet dopravu na mostě až do rychlosti větru 120 km/h, kdy je uzavřen celý most, jak již bylo zmíněno výše.
K zajištění maximální bezpečnosti systém používá nejen proměnlivé dopravní značení před nájezdy na mosty a průběžné značení jízdních pruhů na mostě (zelená šipka/oranžový nebo červený kříž: je vidět na druhé fotografii v galerii fotek), ale používá i mobilní zábrany (závory) a další pomocné navigační a regulační prvky, aby se pokud možno zcela zabránilo vjezdu nepozorného řidiče do špatného pruhu. Celý systém je samozřejmě také detailně monitorován rozsáhlým kamerovým systém s vysokým rozlišením. Ve Francii je tento systém zcela ojedinělý a do experimentálního provozu byl uveden 25. srpna 2010. Od té doby každý rok systém prochází kontrolní prověrkou a je mu vydáno nové roční povolení.

## Dokumentární film
V roce 2021 (u příležitosti 50. výročí zahájení stavby mostu) byl ve Francii natočen 52 minut dlouhý dokumentární film, který se v originále jmenuje „Saint-Nazaire: le pont le plus long de France“. Režiséry filmu jsou „Thierry Fessard“ a „Hugo Hernandez“. Film podrobně dokumentuje důvody výstavby a její přípravu, zvolená konstrukční řešení, problémy při výstavbě a mimo jiné také výše popsaný unikátní systém řízení dopravy využívaný od roku 2010. V České republice byl dokument vysílán v českém znění pod názvem „Nejdelší most Francie“ na stanici Prima Zoom 18. května 2022 od 14:50.

## Fotogalerie

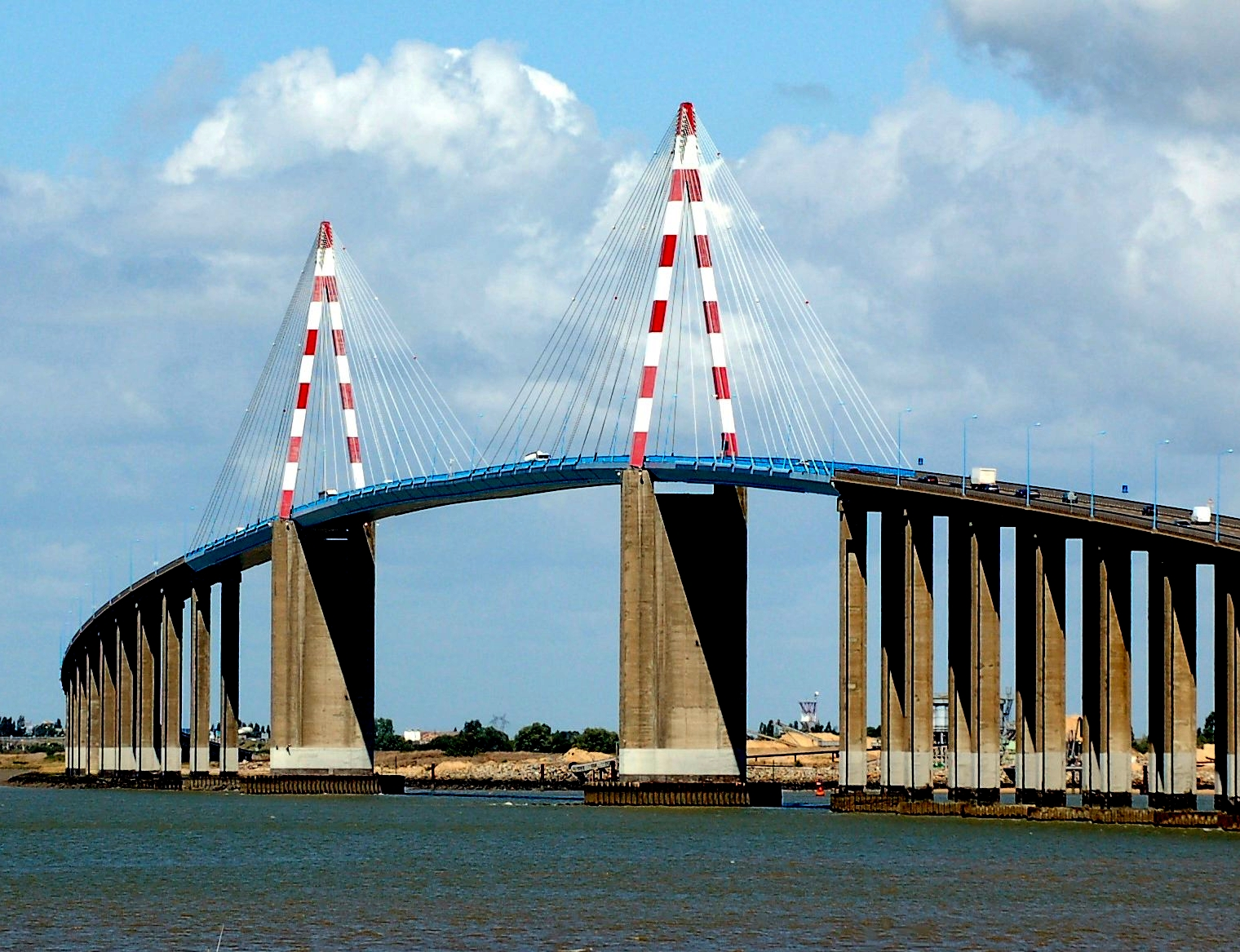
Střední část mostu
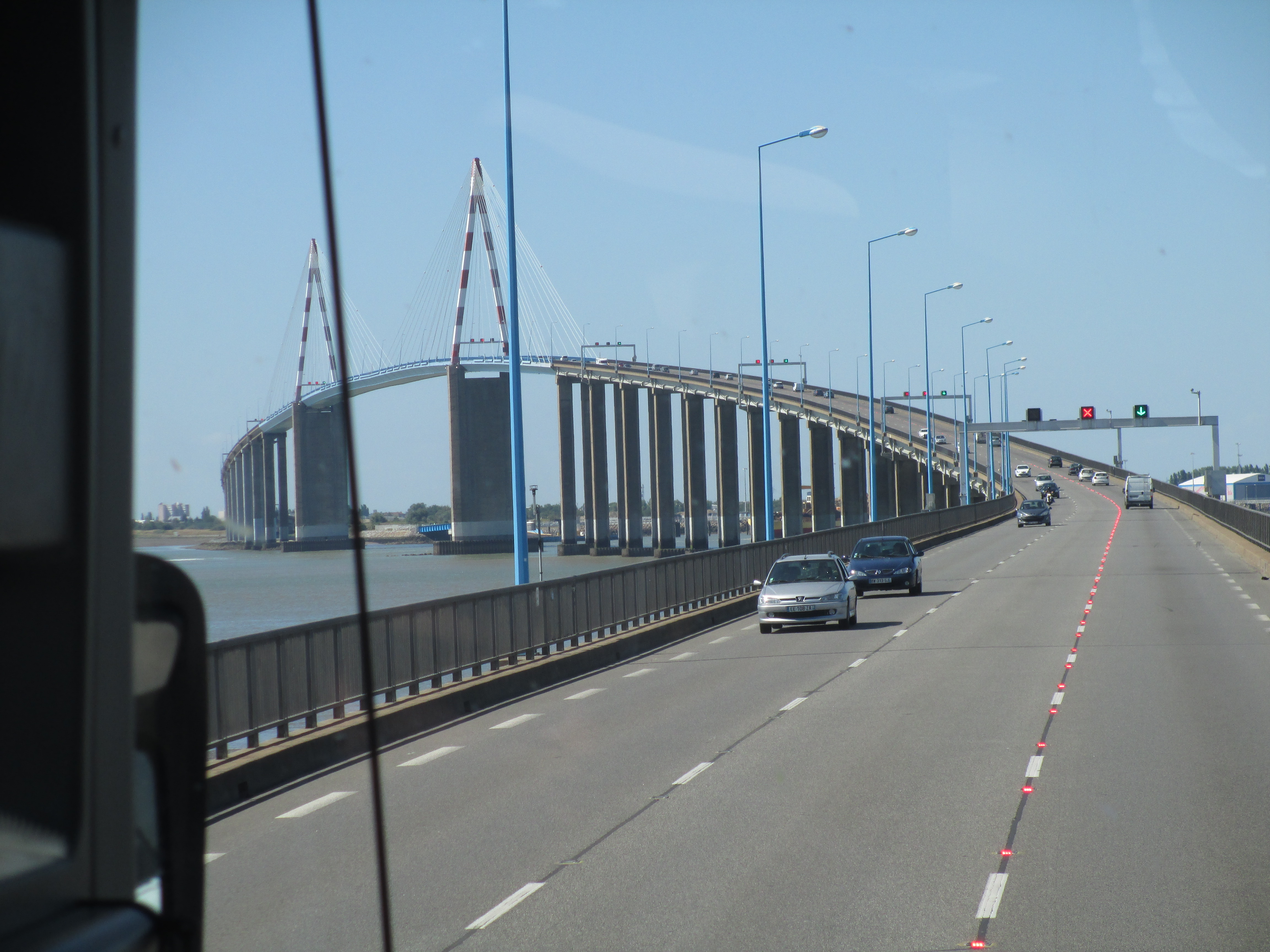
Zakřivení mostu a systém řízení jízdy v pruzích
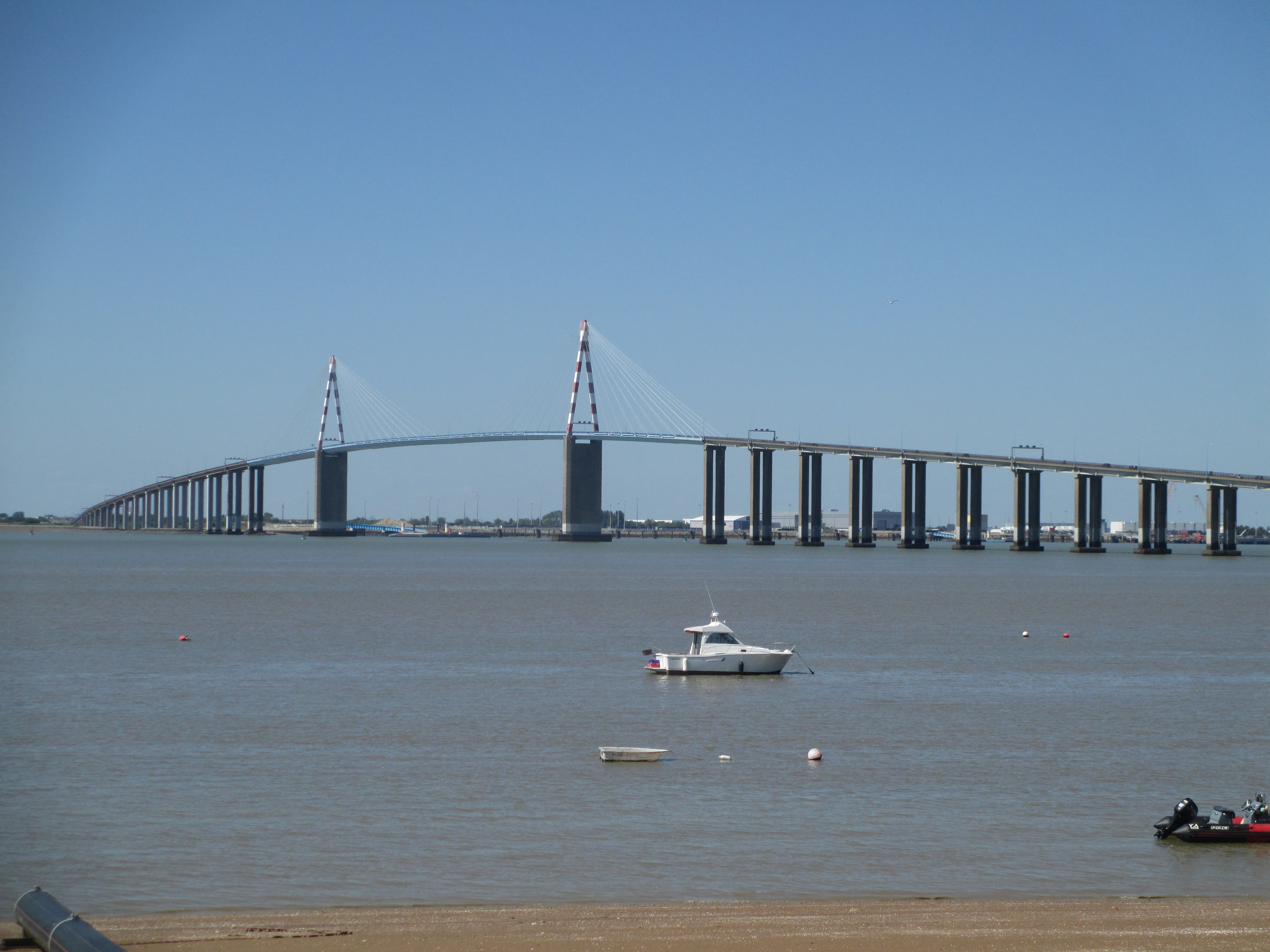
Celkový pohled
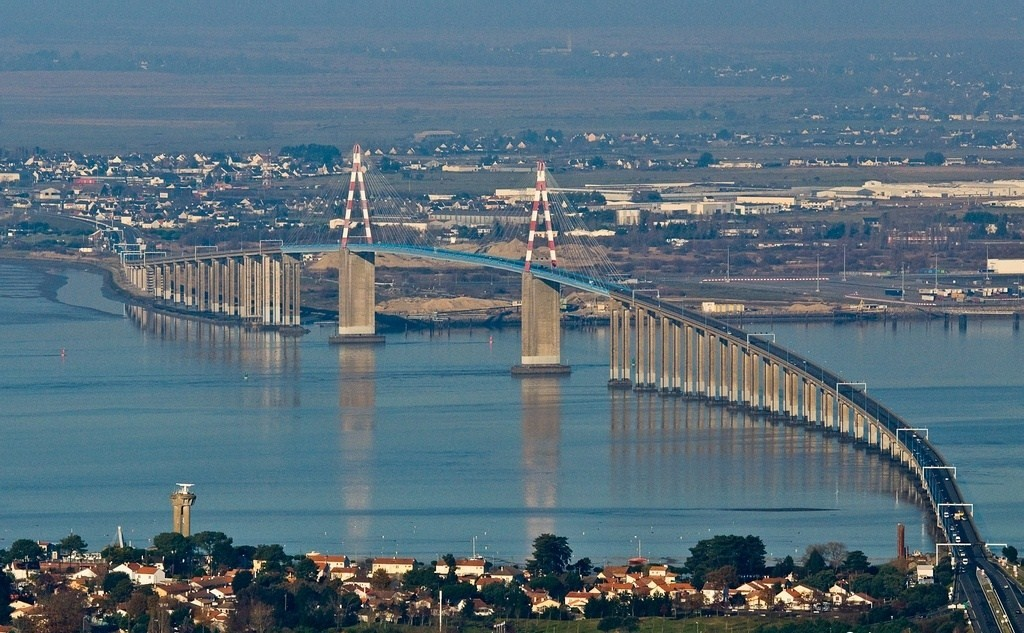
Celkový pohled a zakřivení mostu
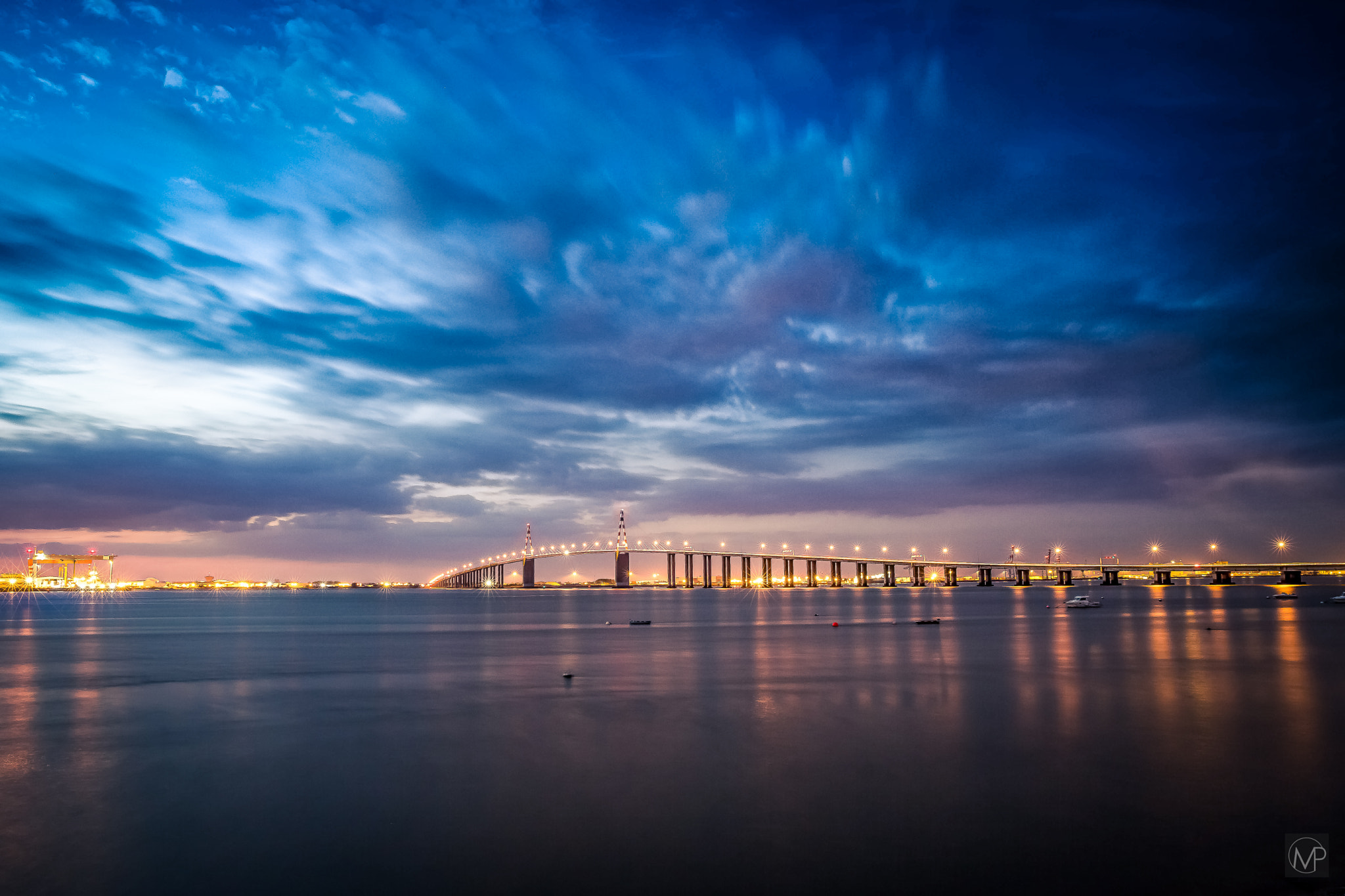
Večerní snímek